# 헬로 (잡지)

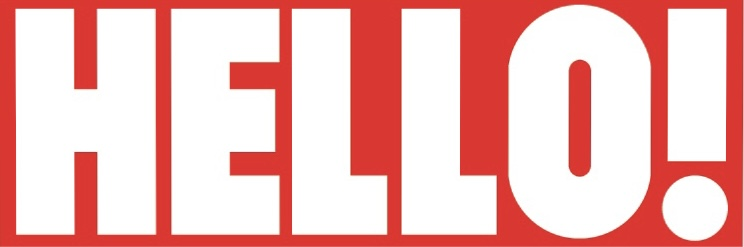

헬로(HELLO!)는 1998년 창간된 영국의 주간 잡지이다.